# Kugitang-Formation
Die Kugitang-Formation beziehungsweise Kugitang-Gruppe (russisch Кугитанг свита, Kugitang Svita) ist eine geologische Formation des geologischen Zeitalters des Oxfordiums in Tadschikistan und Usbekistan und eine geologische Gruppe in Turkmenistan. Die Gesteinsschichten sind bekannt für bedeutende Fossilfunde.

## Geographie
Die Formation ist nach dem Kugitang-Gebirge in Tadschikistan benannt und vergleichbar mit dem englischen Oxford Clay, sowie den Schichten der Tendaguru-Formation (Tansania) oder der Cañadón-Calcáreo-Formation (Argentinien) aus demselben geologischen Zeitalter. Die Gesteine bestehen aus Kalkstein oder Tonsteinen. Eine Teilgruppe ist die Kurek-Formation in Turkmenistan.
Die Gebirgszüge mit ihren Gesteinsschichten erstrecken sich von Nordosten nach Südwesten in die Ebenen von Usbekistan und Turkmenistan und in das Einzugsgebiet des Amudarja.
Es gibt bedeutende Aufschlüsse in Lebap (Turkmenistan); Kugitang, Shirkent (Tadschikistan) und Kashkadarya (Uzbekistan) westlich von Duschanbe (Tadschikistan).
Bekannte Aufschlüsse
in Tadschikistan:
- Shirkent II Tracksite (⊙)
- Kugitang (⊙)

in Usbekistan:
- Kugitang-Tau-Gebirge (⊙)
- Mergandava Creek Tracksite (⊙)
- Ak-Gaya Tracksite (⊙)

in Turkmenistan:
- Khodzhapil-Ata Tracksite (⊙)

## Fossilien
Die gefundenen Dinosaurier-Fossilien sind zum Teil typbestimmend für die Gattungen.
Folgende Fossilien kommen in der Formation Kugitang Svita vor:
Dinosaurier
- Chodjapilesaurus krimholzi
- Gissarosaurus tetrafalangensis

Ichnofossilien (Fische)
- Megalosauripus uzbekistanicus
- Mirsosauropus tursunzadei
- Regarosauropus manovi
- Shirkentosauropus shirkentensis
- Therangospodus pandemicus

Insekten
- Shurabia hissarica

Riff-Lebewesen
- Apocladophyllia koniakensis
- Calamophylliopsis kyrvakarensis
- Dorsoplicathyris farcinata
- Kobyastraea lomontiana
- Tubegatanella repmanae
- Bivalvia indet. (Muscheln)